# 何麗鑽
何麗鑽（葡萄牙語： / Heidi Ho），澳門出生，第二任澳門特別行政區文化局局長。
澳門培正中學中學畢業，澳門東亞大學工商管理學士與中山大学公共行政碩士。大學時代就在澳門電台任節目主持，1985年澳門東亞大學畢業後，任澳門廣播電視股份有限公司旗下澳門電台的節目監製，兼任該電視台節目主持，其後投身澳門文化局工作。
2000年7月26日至2010年2月1日就任文化局局長。 任內協助澳門申請列入世界文化遺產名錄，最終澳門歷史城區於第29屆聯合國教科文組織世界遺產委員會的2005年7月15日會議上，獲得21個成員國全體一致通過，正式被列入《世界文化遺產名錄》內，成為中國第31處世界遺產。
2010年2月1日至2018年10月15日獲任為社會文化司司長辦公室顧問，2018年10月16日至2019年12月20日獲社會文化司司長委任為高等教育委員會委員成員。

## 爭議
2004年3月，澳門文化局下屬之澳門中央圖書館內部擬邀請台灣著名作家龍應台在同年4月下旬澳門演講《我的市民主義》，此要約在同月被多次否決，被其以一句「龍應台是台獨作家」予以否決，引起港澳門台灣媒體文化界迴響，後來得民間團體承辦演講才順利完成。